# Margaretha van Glymes
Margaretha van Glymes (1481-1551), ook Margaretha van Bergen of Margriet van Bergen genaamd, was de dochter van Cornelis van Glymes en Maria Margaretha van Zevenbergen (ook Maria Margaretha van Strijen genaamd).
Zij huwde in 1500 met Floris van Egmont. Een van hun kinderen was Maximiliaan van Egmont. In het Kasteel van Eindhoven richtte zij de zogenaamde Sevenberghse kamer in, genoemd naar haar moeder. Haar beeltenis is te vinden op een glas-in-loodraam in de Sint-Catharinakerk te Hoogstraten.

## Voorouders
| Voorouders van Margaretha van Glymes | Voorouders van Margaretha van Glymes                                          | Voorouders van Margaretha van Glymes                                          | Voorouders van Margaretha van Glymes                                          | Voorouders van Margaretha van Glymes                                          | Voorouders van Margaretha van Glymes                                          | Voorouders van Margaretha van Glymes                                          | Voorouders van Margaretha van Glymes                                          | Voorouders van Margaretha van Glymes                                          |
| ------------------------------------ | ----------------------------------------------------------------------------- | ----------------------------------------------------------------------------- | ----------------------------------------------------------------------------- | ----------------------------------------------------------------------------- | ----------------------------------------------------------------------------- | ----------------------------------------------------------------------------- | ----------------------------------------------------------------------------- | ----------------------------------------------------------------------------- |
| Overgrootouders                      | Jan I van Glymes (1390–1427) ∞ Johanna van Boutersem (1398-1430)              | Jan I van Glymes (1390–1427) ∞ Johanna van Boutersem (1398-1430)              | Gaucher van Saint Simon (-1458 ∞ Marie van Commercy (–1440)                   | Gaucher van Saint Simon (-1458 ∞ Marie van Commercy (–1440)                   | Gerrit van Zevenbergen (-1452) ∞ Johanna van Rotselaer (1405–1475)            | Gerrit van Zevenbergen (-1452) ∞ Johanna van Rotselaer (1405–1475)            | Gijsbrecht van Vianen (1395-1454) ∞ Clementina van Heemskerk (1395-1475)      | Gijsbrecht van Vianen (1395-1454) ∞ Clementina van Heemskerk (1395-1475)      |
| Grootouders                          | Jan II van Glymes (1417-1494) ∞ 1444 Margaretha van Rouveroy (?-?)            | Jan II van Glymes (1417-1494) ∞ 1444 Margaretha van Rouveroy (?-?)            | Jan II van Glymes (1417-1494) ∞ 1444 Margaretha van Rouveroy (?-?)            | Jan II van Glymes (1417-1494) ∞ 1444 Margaretha van Rouveroy (?-?)            | Arnold van Zevenbergen (1438-1492) ∞ Gerarda van Vianen (-1465)               | Arnold van Zevenbergen (1438-1492) ∞ Gerarda van Vianen (-1465)               | Arnold van Zevenbergen (1438-1492) ∞ Gerarda van Vianen (-1465)               | Arnold van Zevenbergen (1438-1492) ∞ Gerarda van Vianen (-1465)               |
| Ouders                               | Cornelis van Bergen (1458–1509) ∞ 1444 Maria Margaretha van Zevenbergen (?-?) | Cornelis van Bergen (1458–1509) ∞ 1444 Maria Margaretha van Zevenbergen (?-?) | Cornelis van Bergen (1458–1509) ∞ 1444 Maria Margaretha van Zevenbergen (?-?) | Cornelis van Bergen (1458–1509) ∞ 1444 Maria Margaretha van Zevenbergen (?-?) | Cornelis van Bergen (1458–1509) ∞ 1444 Maria Margaretha van Zevenbergen (?-?) | Cornelis van Bergen (1458–1509) ∞ 1444 Maria Margaretha van Zevenbergen (?-?) | Cornelis van Bergen (1458–1509) ∞ 1444 Maria Margaretha van Zevenbergen (?-?) | Cornelis van Bergen (1458–1509) ∞ 1444 Maria Margaretha van Zevenbergen (?-?) |
| Margaretha van Glymes (1481–1551)    |                                                                               |                                                                               |                                                                               |                                                                               |                                                                               |                                                                               |                                                                               |                                                                               |